# Nuchequula mannusella
Nuchequula mannusella is een straalvinnige vissensoort uit de familie van ponyvissen (Leiognathidae). De wetenschappelijke naam van de soort is voor het eerst geldig gepubliceerd in 2007 door Chakrabarty & Sparks.